# 百香
百香（ももか、1985年11月2日 - ）は、日本の元タレント、政治家。本名、久保 百恵（くぼ ももえ）。青森県八戸市出身。八戸市議会議員（3期）。八戸市を拠点に活動するモデルなどが在籍する株式会社トゥインクル取締役。

## 略歴
青森県立八戸南高等学校卒業。
2006年3月にワタナベエンターテイメントカレッジを卒業した後、同年4月から2009年3月までサンミュージックプロダクションに所属し、百瀬 実咲（ももせ みさき）の芸名でグラビアアイドルとして活動する。
2009年4月より、活動拠点を八戸市に移してモデルクラブ「an olive」（アンオリーブ）に所属し、芸名を「百香」と改めた。2013年に現在の所属事務所となる株式会社トゥインクルを設立し、代表に就任する（現在は取締役）。
2015年4月、本名の久保百恵で青森県八戸市議選（第18回統一地方選挙）に無所属で立候補し3,116票を獲得し、第3位で初当選した。以降、2019年4月・2023年4月と、いずれも無所属で再選している。

## 政治活動
主な政策・理念として以下の通り。
- 徹底した情報公開、女性や子どもを政治に反映
- 災害対策の充実
- 若者や芸術家への支援
- 子育て支援、教育施策、救急医療の支援

## 出演

### 放送番組
- 八戸三社大祭お通り中継-リポーター（八戸テレビ）
- 八戸タウンナビ-（青森放送）
- 結集!青森力（八戸テレビ放送）
- THE!KACHI-MORI-MCとして（青森テレビ）
- てっぺん下北味・趣・覧むっつ星!-「MOMOちゃん」として（青森テレビ）
- あっぷるワイド（NHK青森）
- だから八戸が好き〜LifetoLink〜（八戸テレビ）
- いいふるさと、いい話みつけた。（青森テレビ）

そのほか、東北フリーブレイズの応援番組など

### 舞台・ステージ
- ハチコレ〜ハチノヘコレクション・エイトイズムライブアクト〜
- ルパンの奇巌城（2011年公開予定の映画）
- JA共済CM
- サニー運転代行（イメージキャラクター）

### バラエティ
- アイドル有機塾（BS朝日、2005年4月 - 9月）レギュラー
- ミラクルH（テレビ東京、2006年）
- LOVE LOVE 大好きっ!（エンタ!371、2006年）
- グラビアの美少女（MONDO21、2006年）
- アイドルの星（エンタ!371、2006年2月）
- おとなの眼鏡〜タイム〜（チバテレビ、2007年）
- 東京シティ競馬中継（TOKYO MX、パーフェクト・チョイス、2007年 - 2009年3月）
- アグレッシブですけど、何か?（広島ホームテレビ）「第6回 ローカルMCサミット」前編（2012年2月15日）[7]、中編（2012年2月22日）[8]、後編（2012年2月29日）[9] - 青森県代表

### テレビドラマ
- Pinkの遺伝子〜キス☆キス☆キス〜 第8話（テレビ東京、2005年） - 松田ナオ役
- 花より男子 第7話（TBSテレビ、2005年12月）
- アテンションプリーズ・スペシャル（フジテレビ、2007年）
- お・ばんざい!（TBS系列、2007年）
- 菊次郎とさき 最終話（テレビ朝日、2007年9月13日） - 巫女役
- 土曜ワイド劇場 西村京太郎トラベルミステリー・終着駅殺人事件（テレビ朝日系列、2013年1月5日） - 女性刑事役

### CM
- ROOTS（JT飲料、2005年7月）スチール
- カロッツェリア 楽ナビ（パイオニア、2005年11月）スチール

### 映画
- タイヨウのうた（2006年）
- Apt #1303（2007年）及川中監督作品
- ナイントゥイレブン（2010年6月公開、オルスタックピクチャーズ） - 咲 役

### 舞台
- 悲しき天使（新宿スペース107、2005年8月）2005.8：「悲しき天使」（新宿スペース107）
- 突然Mのごとく〜School Wars Legend〜（吉祥寺シアター、2006年11月）ヒロイン

### CD
- Andante・ありがとうって言わせて（2013年）

## 作品
百瀬実咲名義。

### 写真集
- ずっと前から…（彩文館出版、2006年11月24日、撮影：小塚毅之）

### DVD
- あこがれ（竹書房、2006年12月8日）
- モモの果実（トリコ、2007年2月22日）
- ときめき（ラインコミュニケーションズ、2007年5月20日）
- モモかん（フォーサイド・ドット・コム、2007年8月24日）